# 가이에다 노부요시

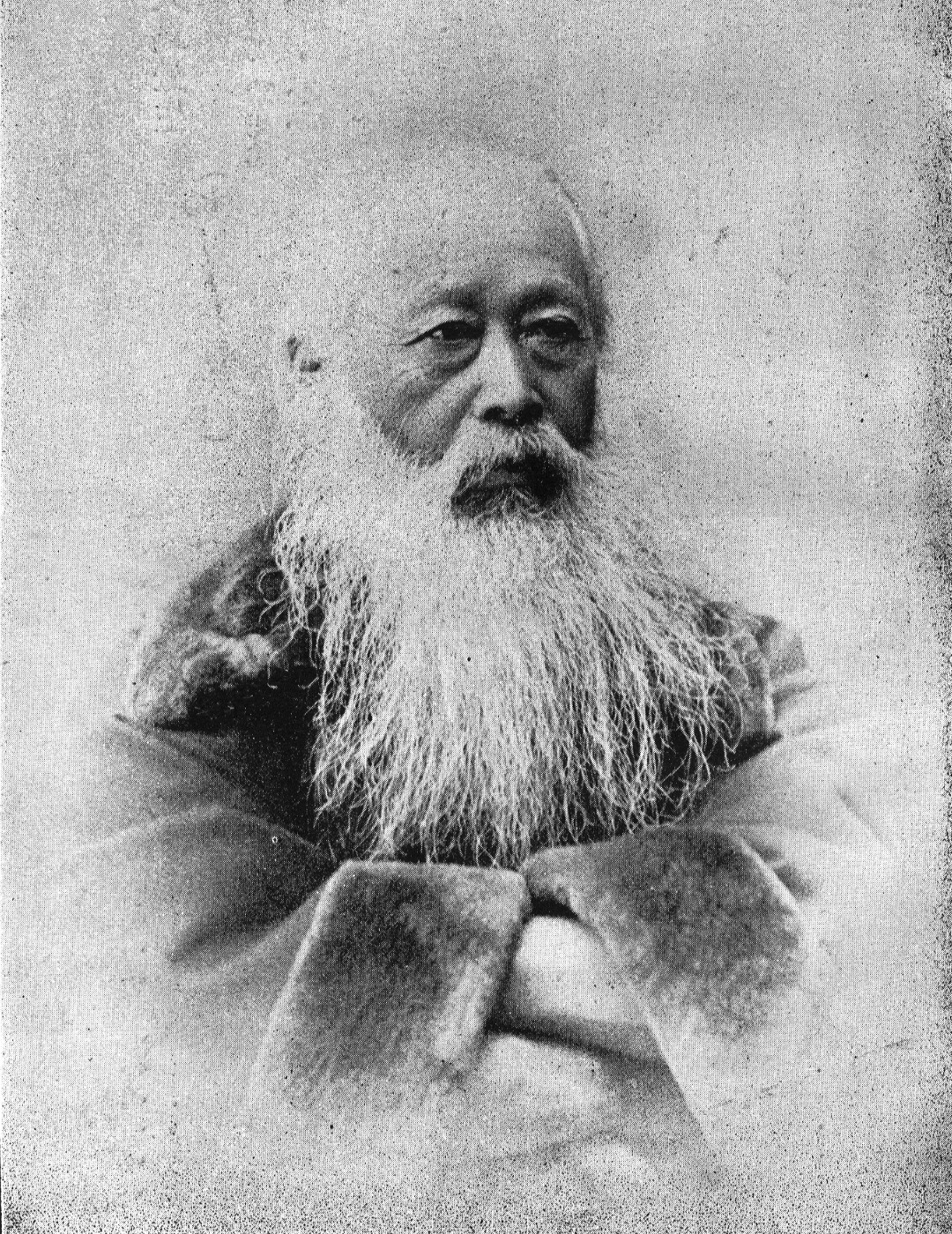
가이에다 노부요시 자작 (1899년)

가이에다 노부요시(海江田信義)는 막말의 사쓰마번사출신으로 일본 제국의 정치인, 화족이다. 통칭은 다케지(武次). 막말에는 아리무라 준사이(有村俊斎)로도 불렸다. 메이지 시대에는 나라현지사도 맡았다.